# Ukrajna belügyminisztereinek listája

Az Ukrán Belügyminisztérium címere 2000 decemberétől

Ukrajna és annak területén található történelmi államok belügyminisztereinek listája.

## Az Ukrán Népköztársaság Központi Tanácsának belügyi főtitkára
| sorszám | időtartam                          | portré | név                              | megjegyzés |
| 1       | 1917. június 15. – 1918. január 9. |        | Volodimir Kirilovics Vinnicsenko | 1951. március 6-án hunyt el Franciaországban.                                                                     |
| 2       | 1918. február–március              |        | Pavlo Onikijovics Hrisztyuk      | 1931. március 2-án letartóztatták, majd börtönbüntetésre ítélték. Gulag táborban halt meg 1941. szeptember 19-én. |
| 3       | 1918. március–április              |        | Mihajlo Sztepanovics Tkacsenko   | 1920. január 1-jén halt meg tífuszban.                                                                            |

## AzUkrán Állam(Hetmanátus) belügyminiszterei
| sorszám    | időtartam                        | portré | név                                  | megjegyzés |
| ideiglenes | 1918. április 29. – május 3.     |        | Olekszandr Andrijovics Visnevszkij   |            |
| 1          | 1918. május 3. – július 8.       |        | Fegyir Andrijovics Lizohub           |            |
| 2          | 1918. július–október             |        | Ihor Olekszandrovics Kisztyakivszkij |            |
| ideiglenes | 1918. október 24. – november 14. |        | Viktor Jevhenovics Rejnbot           |            |
| ideiglenes | 1918                             |        | Mikola Prokopovics Vaszilenko        |            |

## AzUkrán NépköztársaságDirektóriumának belügyminiszterei
| sorszám | időtartam                                         | portré | név                             | megjegyzés                                                                   |
| 1       | 1918. december 10. – december 14.                 |        | Leonyid Ivanovics Abramovics    | 1920-ban halt meg tífuszban.                                                 |
| 2       | 1918. december 14. – december 26.                 |        | Anatolij Andrijovics Piszockij  | 1934-ben kivégezték.                                                         |
| 3       | 1918. december 26. – 1919. február 12.            |        | Olekszandr Kornyijovics Micjuk  |                                                                              |
| 4       | 1919. február 14. – április 9.                    |        | Hrihorij Pavlovics Csizsevszkij |                                                                              |
| 5       | 1919. április 9. – 1920. május 3.                 |        | Iszaak Prohorovics Mazepa       |                                                                              |
| 6       | 1920. május 3. – május 26. 1921. március–november |        | Mihajlo Ivanovics Bilinszkij    | Miután egy ütközetben csapatát bekerítették, megadás helyett öngyilkos lett. |
| 7       | 1920. május 26. – 1921. március                   |        | Olekszandr Homics Szalikovszkij |                                                                              |

## ANyugat-Ukrán Népköztársaságbelügyminisztere
| sorszám | időtartam                           | portré | név                           | megjegyzés |
| 1       | 1918. november 9. – 1919. január 4. |        | Lonhin Mihajlovics Cehelszkij |            |

## Ukrán Szocialista Szovjet Köztársaság belügyi titkára
| sorszám | időtartam                          | portré | név                        | megjegyzés                                                                         |
| 1       | 1917. december 17. – 1918. március |        | Jevhenyija Bohdanyivna Bos | Miután súlyosbodó betegségét nem tudta elviselni, 1925 januárjában öngyilkos lett. |

## A Ukrán Szocialista Szovjet Köztársaság belügyi népbiztosa
| sorszám | időtartam                     | portré | név                             | megjegyzés                              |
| 1       | 1918. március                 |        | Jevhen Vasziljovics Neronovics  | 1918. március 23-án lelőtték.           |
| 2       | 1918. március 8 – március 25. |        | Andrij Vasziljovics Ivanov      | 1927. június 10-én halt meg Moszkvában. |
| 3       | 1918. március–november        |        | Jurij Mihajlovics Kocjubinszkij | 1937. március 8-án kivégezték.          |

## AzUkrán SZSZKbelügyi népbiztosai
| sorszám | időtartam                               | portré | név                                | megjegyzés |
| 1       | 1919. január 19. – december             |        | Vaszil Kuzmovics Averin            |            |
| 2       | 1919. január 19. – szeptember           |        | Kliment Jefremovics Vorosilov      |            |
| 3       | 1920. február–március                   |        | Hrihorij Okszentyijovics Kolosz    |            |
| 3       | 1920. február 3. – május 9.             |        | Hrisztijan Heorhijovics Rakovszkij |            |
| 3       | 1920. május 9. – 1921. április          |        | Volodimir Pavlovics Antonov        |            |
| 3       | 1921. április 13 – július               |        | Pavlo Andrijovics Kin              |            |
| 4       | 1921. július 19. – 1922. február        |        | Mikola Olekszijovics Szkripnik     |            |
| 5       | 1922. március 22. – 1923. augusztus     |        | Vaszil Mikolajovics Mancev         |            |
| 2       | 1923. augusztus–december                |        | Ivan Hnatovics Nyikolajenko        |            |
| 3       | 1923. december – 1924. március          |        | Szerhij Feoktisztovics Buzdalin    |            |
| 4       | 1924. március – 1930. december 28.      |        | Vszevolod Apollonovics Balickij    |            |
| 5       | 1934. július 15. – 1937. május 11.      |        | Vszevolod Apollónovics Balickij    |            |
| 6       | 1937. május 20. – június 14.            |        | Vaszil Timofijovics Ivanov         |            |
| 7       | 1937. június 14. — 1938. január 25.     |        | Izrajil Mojszejovics Leplevszkij   |            |
| 8       | 1938. január 25. – november 14.         |        | Olekszandr Ivanovics Uszpenszkij   |            |
| 9       | 1938                                    |        | Vaszil Vasziljovics Oszokin        |            |
| 10      | 1938. december 7. – 1939. szeptember 2. |        | Amajak Zaharovics Kobulov          |            |
| 11      | 1939. szeptember 2. – 1941. február 25. |        | Ivan Olekszandrovics Szjerov       |            |
| 12      | 1941. február 25. – 1943. július 29.    |        | Vaszil Timofijovics Szerhijenko    |            |
| 13      | 1943. július 29. – 1946. január         |        | Vaszil Sztepanovics Rjasznoj       |            |

## Az Ukrán SZSZK belügyminiszterei
| sorszám | időtartam                              | portré | név                              | megjegyzés |
| 1       | 1946. január 16. – 1953. március 19.   |        | Timofij Amvroszijovics Sztrokacs |            |
| 2       | 1953. március 19. – június 30.         |        | Pavlo Jakovics Mesik             |            |
| 3       | 1953. július 3. – 1956. május 31.      |        | Timofij Amvroszijovics Sztrokacs |            |
| 4       | 1956. augusztus – 1962. április        |        | Olekszij Mikolajovics Brovkin    |            |
| 5       | 1962. április 9. – 1982. június 16.    |        | Ivan Haritonovics Holovcsenko    |            |
| 6       | 1982. június – 1990. július            |        | Ivan Dmitrovics Hladush          |            |
| 7       | 1990. július 26. – 1991. augusztus 24. |        | Andrij Volodimirovics Vaszilisin |            |

## A függetlenUkrajnabelügyminiszterei
| sorszám    | időtartam                               | portré                                                                                                 | név                                 | megjegyzés                                                                           |
| 1          | 1991. augusztus 24. – 1994. július 21.  | | Andrij Volodimirovics Vaszilisin    | Korábban az Ukrán SZSZK utolsó belügyminisztere.                                     |
| ideiglenes | 1994. július 21. – 1994. július 28.     | | Volodimir Ivanovics Radcsenko       |                                                                                      |
| 2          | 1994. július 28. – 1995. július 3.      | | Volodimir Ivanovics Radcsenko       |                                                                                      |
| 3          | 1995. július 3. – 2001. március 26.     | | Jurij Fedorovics Kravcsenko         |                                                                                      |
| 4          | 2001. március 26. – 2003. augusztus 27. | | Jurij Olekszandrovics Szmirnov      |                                                                                      |
| 5          | 2003. augusztus 27. – 2005. február 3.  | | Mikola Vasziliovics Bilokony        |                                                                                      |
| 6          | 2005. február 4. – 2006. december 1.    | | Jurij Vitalijovics Lucenko          |                                                                                      |
| 7          | 2006. december 1. – 2007. december 18.  | | Vaszil Petrovics Cusko              |                                                                                      |
| 8          | 2007. december 18. – 2010. január 28.   | | Jurij Vitalijovics Lucenko          |                                                                                      |
| ideiglenes | 2010. január 28. – 2010. január 29.     | | Jurij Vitalijovics Lucenko          |                                                                                      |
| ideiglenes | 2010. január 29. – 2010. március 11.    | | Mihajlo Mihajlovics Kljujev         | 2007 óta a belügyminiszter első helyettese volt.                                     |
| 9          | 2010. március 11. – 2011. november 7.   | | Anatolij Volodimirovics Mohiljov    |                                                                                      |
| 10         | 2011. november 7. – 2014. február 21.   | | Vitalij Jurijovics Zaharcsenko      |                                                                                      |
| ideiglenes | 2014. február 22. – 2014. február 27.   | | Arszen Boriszovics Avakov           |                                                                                      |
| 11         | 2014. február 27. – 2021. július 15.    | 2021. július 13-án benyújtotta lemondását, amelyet az Ukrán Legfelsőbb Tanács július 15-én elfogadott. | Arszen Boriszovics Avakov           |                                                                                      |
| 12         | 2021. július 16. – 2023. január 18.     | | Denisz Anatolijovics Monasztirszkij | 2023. január 18-án helikopterbalesetben elhunyt.                                     |
| ideiglenes | 2023. január 18. – 2023. február 7.     | | Ihor Volodimirovics Klimenko        | 2019. szeptember 25. és 2023. január 19. között az Ukrán Nemzeti Rendőrség vezetője. |
| 13         | 2023. február 7-től                     | | Ihor Volodimirovics Klimenko        |                                                                                      |

## Fordítás
Ez a szócikk részben vagy egészben  a(z)   Список міністрів внутрішніх справ України című ukrán Wikipédia-szócikk ezen változatának fordításán alapul.  Az eredeti cikk szerkesztőit annak laptörténete sorolja fel. Ez a jelzés csupán a megfogalmazás eredetét és a szerzői jogokat jelzi, nem szolgál a cikkben szereplő információk forrásmegjelöléseként.